# 尚湖
尚湖是一个位于中国江苏省常熟市的淡水湖，面积约为5.84平方千米，属于长江区。它的一级流域为长江流域，二级流域为长江干流水系。周边有旅游景点和度假村。